# Ламонт Роуч
Ламонт Роуч (англ. Lamont Roach, 18 серпня 1995) — американський професійний боксер, чемпіон світу за версією WBA в другій напівлегкій вазі (2023—т.ч.).

## Професіональна кар'єра
Дебютував на професійному рингу 2014 року. Не знав поразок у своїх перших 20 боях (19 перемог, 1 нічия), завоювавши другорядні титули WBC Youth Silver і WBO International в другій напівлегкій вазі.
9 листопада 2019 року вийшов на бій проти чемпіона WBO в другій напівлегкій вазі американця Джеймела Геррінга і зазнав поразки одностайним рішенням суддів.
Здобувши після цього чотири перемоги, 25 листопада 2023 року вийшов на бій проти чемпіона WBA в другій напівлегкій вазі Ектора Луїс Гарсія (Венесуела). У рівному бою вирішальним став дванадцятий раунд, у якому Роуч надіслав чемпіона в нокдаун, вирвавши перемогу за очками — 114-113, 113-114 і 116-111.
1 березня 2025 провів поєдинок проти чемпіона світу в легкій вазі за версією WBA Джервонти Девіса. Конкурентний поєдинок пройшов всю дистанцію, в 9 раунді Девіс присів на коліно, але рефері не відрахував нокдаун. Двоє суддів дали рахунок 114-114, один — 115-113 на користь Девіса.  Роуч став першим боксером, який офіційно не програв Девісу.